# Scutelliformes
De Scutelliformes zijn een infraorde van de onderorde Scutellina uit de orde Clypeasteroida van de zee-egels (Echinoidea).

## Families
- Superfamilie Scutelloidea Gray, 1825
  - Abertellidae Durham, 1955 †
  - Astriclypeidae Stefanini, 1912
  - Dendrasteridae Lambert, 1900
  - Mellitidae Stefanini, 1912
  - Monophorasteridae Lahille, 1896 †
  - Scutasteridae Durham, 1955 †
  - Scutellidae Gray, 1825

niet in een superfamilie geplaatst
- Echinarachniidae Lambert, 1914
- Eoscutellidae Durham, 1955 †
- Protoscutellidae Durham, 1955 †
- Rotulidae Gray, 1855
- Taiwanasteridae Wang, 1984